# Кудзумаки
Кудзумаки (яп. 葛巻町 Кудзумаки-мати) — посёлок в Японии, находящийся в уезде Иватэ префектуры Иватэ. Площадь посёлка составляет 434,99 км², население — 6636 человек (1 августа 2014), плотность населения — 15,26 чел./км².

## Географическое положение
Посёлок расположен на острове Хонсю в префектуре Иватэ региона Тохоку. С ним граничат города Мориока, Кудзи, посёлки Ивате, Иваидзуми, Итинохе и село Кунохе.

## Население
Население посёлка составляет 6636 человек (1 августа 2014), а плотность — 15,26 чел./км². Изменение численности населения с 1980 по 2005 годы:
| 1980 | 11 972 чел. |  |
| 1985 | 11 231 чел. |  |
| 1990 | 10 364 чел. |  |
| 1995 | 9536 чел.   |  |
| 2000 | 8725 чел.   |  |
| 2005 | 8021 чел.   |  |

## Символика
Деревом посёлка считается берёза плосколистная, цветком — Lespedeza, птицей — Syrmaticus soemmerringii.